# Shūmatsu no Harem
Shūmatsu no Harem (終末のハーレム Shūmatsu no Hāremu?), también conocida como World's End Harem, es una serie de webmanga japonés escrito por LINK e ilustrado por Kotaro Shōno. La primera parte del manga se serializó en la revista en línea Shōnen Jump+ de Shūeisha desde el 8 de mayo de 2016 hasta el 21 de junio de 2020 con sus capítulos recopilados en 12 volúmenes tankōbon, mientras que una segunda parte, Shūmatsu no Harem: After World (終末のハーレム After World Shūmatsu no Hāremu After World?), se serializó en la misma plataforma del 9 de mayo de 2021 al 7 de mayo de 2023, contando hasta el momento con 6 volúmenes tankōbon. El manga tiene licencia en América del Norte de Seven Seas Entertainment bajo su sello para adultos Ghost Ship.
La serie ha inspirado otra serie de manga, titulada Shūmatsu no Harem: Fantasia (終末のハーレム ファンタジア Shūmatsu no Hāremu Fantajia?) y Shūmatsu no Harem: Britannia Lumiere, (終末のハーレム Britannia Lumiére Shūmatsu no Hāremu Buritania Ryumiēru?), respectivamente. Se lanzaron dos dramas de audio en mayo de 2017 y agosto de 2021. En marzo de 2019 se lanzó una adaptación de juego de realidad virtual desarrollada por DMM Games. Una adaptación al anime producida por los estudios de animación Studio Gokumi y AXsiZ se estrenó el 8 de octubre de 2021, pero se retrasó hasta el 7 de enero de 2022.

## Sinopsis
En el año 2040, un virus de origen desconocido atacó repentinamente a la raza humana. Este virus era selectivo pues infectaba a la población humana masculina causándoles la muerte de manera casi fulminante, razón por la cual se le conoce como el virus Man Killer. La historia de Shuumatsu no Harem se centra en Reito Mizuhara, que fue puesto en congelación criogénica, no sin antes despedirse de Elisa Tachibana a la cual prometió que volverán a estar juntos. Cinco años después, Reito despierta de su sueño criogénico para descubrir un mundo distópico y sumido en la anarquía ante la ausencia de población masculina y él junto a otros cuatro hombres, son lo único que queda de la población masculina convirtiéndose en un recurso muy valioso con un único fin: repoblar a un mundo sumergido en el caos y la muerte. Sin embargo, a Reito sólo le interesa una cosa: encontrar a su amiga de la infancia, Elisa Tachibana cuyo paradero es desconocido. Sin embargo, no será nada fácil con un mundo lleno de mujeres que quieren tener relaciones sexuales con él.

## Personajes
Reito Mizuhara (水原怜人 Mizuhara Reito?)
 Seiyū: Taichi Ichikawa, Yoshitaka Yamaya (CD drama)
Protagonista masculino. Es uno de los cinco hombres conscientes que quedan en el mundo debido a que son inmunes al virus MK, como resultado de un tratamiento por una estenosis celular.  Erisa Tachibana es su amor de toda la vida, y ella prometió que lo iba a esperar, y tras despertarse, el objetivo principal de Reito es encontrarla, pero deberá enfrentarse a la realidad de ser una de las personas más codiciadas del mundo.
Mira Suō (周防美来 Suō Mira?)
 Seiyū: Haruka Shiraishi, Shizuka Itō (CD drama)
Protagonista femenina. Es la asistente personal de Reito, y una de las principales interesadas en tener relaciones con él, intentándolo seducir incluso la primera noche tras el despertar. En apariencia es muy parecida a Elisa, lo que a veces confunde a Reito. Su fuerte determinación choca con el deseo de Reito de encontrar a Elisa. Se revela que Mira es una clon de Elisa, por lo que tiene degeneración celular. Tras la muerte de Elisa, sus órganos fueron transferidos a Mira.
Elisa Tachibana
Fue la amiga de la infancia e interés amoroso de Reito Mizuhara y exalumna de la Escuela Nacional de Medicina Avanzada. Después del brote del virus MK, Elisa se convirtió en líder de un grupo terrorista conocido como Izanami. Debido a que es estéril, no puede tener hijos. En el manga secuela Shūmatsu no Harem: After World, se revela que Elisa murió a causa de una enfermedad incurable.
Akane Ryūzōji (龍造寺朱音 Ryūzōji Akane?)
 Seiyū: Yō Taichi
La lujuriosa enfermera de Reito. Su madre, Kihara, es la líder del consejo de gobernantes de Japón.
Sui Yamada (山田翠 Yamada Sui?)
 Seiyū: Aya Yamane
Guardaespaldas de Reito. Aunque parece una niña pequeña, es lo suficientemente fuerte como para noquear a un oso furioso.
Rea Katagiri
 Seiyū: Keiko Watanabe
La nueva asistente de Reito después del despido de Mira. Debido a que es lesbiana, odia a los hombres en general y está enamorada de Mira. Pese a que odia a Reito porque cree que es un pervertido y por ser muy cercano con Mira, ella lo apoya en su investigación para la vacuna.
Maria Kuroda
 Seiyū: Yurie Kozakai
Una viróloga tímida que ayuda a Reito a encontrar la cura para el virus MK.
Mahiru Mizuhara
 Seiyū: Yukina Shūto
La hermana menor de Reito que trabaja en un refugio para refugiados.
Kyōji Hino
 Seiyū: Takuya Eguchi
Un hombre lujurioso y hedonista que disfruta vivir en un mundo solo de mujeres. Se preocupa por sus parejas, ya que arremetió contra Karen por engañar a una de sus compañeras para tener sexo con Shota Doi.
Neneko Isurugi
 Seiyū: Shizuka Ishigami
Asistente de Hino.
Rena Kitayama
 Seiyū: Yuri Amano
Una ex actriz que se convierte en una de las amantes de Hino.
Shota Doi
Seiyū: Kazuki Ura
Un niño que usa anteojos que fue puesto en criostasis mientras esperaba una cura para su esclerosis múltiple. En el pasado sufrió acoso escolar por su gusto por las idols. Tiene sentimientos por su maestra Yuzuki y la elige como su primera pareja de apareamiento. Más adelante en la serie, recibe un cambio de imagen y se convierte en el primer presidente de una república japonesa.
Karen Kamiya
Seiyū: Ayana Taketatsu
La asistente de Shōta que planea en secreto conquistar el mundo.
Yuzuki Hanyū
Seiyū: Marika Hayase
La maestra de Shōta que se convierte en su amante.
Shunka Hiiragi
Seiyū: Haruka Michii
Compañera de clase y amante de Shōta que solía ser intimidada como él.
Natsu Ichijō
Seiyū: Arisa Aihara
Compañera de clase y amante de Shōta. Es una chica rica que solía estar en un matrimonio arreglado y no está acostumbrada a tareas mundanas como vestirse sola.
Akira Todo
Seiyū: Riho Iida
Compañera de clase y amante de Shōta que es atleta.
Chifuyu Rehn Kuroda
Seiyū: Natsumi Takamori
La compañera de clase de Shōta que está celosa de los demás y del hecho de que Shōta no se siente atraída por ella porque parece una niña.
Shion Hoshino
Seiyū: Reina Ueda
La compañero de clase de Shōta que solía ignorarlo cuando lo intimidaban.
Érika
Seiyū: Yuki Kudo
La novia del matón de Shōta, Takamatsu, que también intimidaba a Shōta. Tras enterarse de la muerte de Takamatsu a causa del virus, Shōta se desquita con Érika maltratándola y convirtiéndola en su esclava.
Chloe Mansfield (クロエ・マンスフィールド Kuroe Mansufīrudo?)
 Seiyū: Rumi Ōkubo
Una estadounidense que era una enviada de la Sede Mundial de la Universidad de Washington y directora de la oficina del Departamento de Operaciones de Mantenimiento de la Paz de la Universidad de Washington. Ella resulta ser la líder de la organización radical anti-masculina Maria's Womb, cuyo objetivo era eliminar a los últimos hombres que quedaban en Japón para hacer que el mundo sea 'solo para mujeres'. En el manga secuela Shūmatsu no Harem: After World, se revela que la organización terrorista Maria's Womb le lavó el cerebro para ser su peón. Después de recuperar sus recuerdos, Chloe se venga matando a los tres sabios por lavarle el cerebro y provocar la muerte del hombre que amaba.

## Media

### Manga
Shūmatsu no Harem es escrito por LINK e ilustrado por Kotaro Shōno. Comenzó su serialización en Shōnen Jump+ de Shūeisha el 8 de mayo de 2016. En mayo de 2020, se anunció que la primera parte del manga alcanzó su clímax. La primera parte del manga terminó con su capítulo 85 el 21 de junio de 2020. En marzo de 2021, se anunció que la segunda parte del manga, titulada Shūmatsu no Harem: After World fue publicada en Shōnen Jump+ del 9 de mayo de ese año al 7 de mayo de 2023. El manga ha sido compilado en volúmenes tankōbon individuales por Shūeisha. El primer volumen se publicó el 2 de septiembre de 2016, y hasta el momento han sido lanzados 18 volúmenes. En octubre de 2017, Seven Seas Entertainment anunció la adquisición del manga para un lanzamiento en inglés bajo su sello Ghost Ship para lectores mayores.

#### Spin-offs
Una serie spin-off, titulada Shūmatsu no Harem: Fantasia, escrita por LINK e ilustrada por SAVAN, comenzó su serialización en Ultra Jump de Shueisha el 19 de abril de 2018. También se publica en Shōnen Jump+ y en la aplicación móvil Young Jump!. En abril de 2019, Seven Seas Entertainment obtuvo la licencia del manga para un lanzamiento en inglés bajo su sello Ghost Ship para lectores mayores.
Otro spin-off, titulado Shūmatsu no Harem: Britannia Lumiere, escrita por LINK e ilustrada por Kira Etō, comenzó su serialización en la aplicación Shōnen Jump+ y la aplicación móvil Manga Mee el 26 de junio de 2020. Shūeisha también publica simultáneamente la serie en inglés de forma gratuita en Manga Plus. En diciembre de 2020, la serie hizo una pausa después del lanzamiento de su capítulo 17 debido al estado de salud de Etō, pero luego reanudó la serialización en junio de 2021. La serie terminó oficialmente el 29 de julio de 2021 con el lanzamiento de su capítulo 22.

### Anime
En mayo de 2020, se anunció que la serie recibiría una adaptación al anime. La serie está animada por Studio Gokumi y AXsiZ, con Yū Nobuta como director y Tatsuya Takahashi como guionista. Masaru Koseki está diseñando los personajes, mientras que Shigenobu Ookawa está componiendo la música de la serie. El primer episodio de la serie se estrenó el 8 de octubre de 2021, mientras que los episodios posteriores se retrasaron hasta enero de 2022 debido a la necesidad de "examinar de cerca" la producción del anime. La serie volvió a emitirse el 7 de enero de 2022, a partir del primer episodio. La serie contó con 11 episodios en total. Se emitió en Tokyo MX, BS Fuji y AT-X. El tema de apertura es "Just Do It" interpretado por H-el-ical //, mientras que el tema de cierre es "Ending Mirage" interpretado por EXiNA.
En agosto de 2021, Crunchyroll anunció que habían adquirido la licencia del anime y lo transmitieron en todo el mundo excluyendo los territorios asiáticos, mientras que Muse Communication obtuvo la licencia de la serie en el sur y sudeste de Asia.

## Recepción
En noviembre de 2018, los primeros siete volúmenes del manga tenían más de 3 millones de copias en circulación.